# Йоульнир
Йоульнир (исл. Jólnir) — кратковременно просуществовавший остров у берегов Исландии, появившийся 28 декабря 1965 года в результате подводного вулканического извержения. Находился в 0,9 км к юго-западу от острова Сюртсей, также появившегося благодаря подводным извержениям в 1963 году.
Йоульнир был небольшим островом: его площадь составляла 0,3 км², наивысшая точка достигала 70 м. Уже 6 января 1966 года остров начал постепенно размываться. 10 августа, после прекращения извержений, высота конусовидной вершины Йоульнира составляла 64 м. В конце сентября Йоульнир почти полностью ушёл под воду, а к концу октября островок исчез окончательно.
Аналогичное произошло и с другим прилежащим к Сюртсею островом Сиртлингюр (исл. Syrtlingur), который во многом напоминал Йоульнир и существовал лишь в течение октября 1965 года.